# Quartiers de la ville d'Oujda
 (juillet 2023 L'article devrait être transformé en catégorie).
Cet article contient une liste des quartiers de la ville d'Oujda au Maroc.

## Liste
- Berkane
- Village Toba interieur (dakhlani)
- Village Si lakhdar
- Village Nagadi
- Hay lmarche
- El Aounia
- El Qods
- Village Jdid
- Hay El Hassani (ex Village Koulouche: el barrio más antiguo de Oujda)
- Vietnam
- Souk Laghzale
- Hay Mohamadi (ex Village Toba)
- Tennis
- Pueblo Lafaguigue
- Mir Ali
- Lamhala
- Hay Al Massira (Azencot)
- Oued Nachef
- Medicina
- Castillo de Agua
- Kodaan
- Maqsem
- Bouknadl
- Nueva Medina
- Sidi Yahya
- Chaouf
- Boudir
- Dhar Lamhalla (Distrito Lazaret)
- México (Distrito Lazaret)
- Al Fath (Distrito Lazaret)
- Riad (Distrito Lazaret)
- Al Jaouhara
- Ennsar
- Hay Salam
- Hay Saâda
- Rja f Alah
- Al Irfane
- Les Iris
- Hay Errabie
- Hay Al Hikma
- Al Zaytoun
- Al Wahda (CGI)
- Derb Mbasso
- Route Tayret
- Berramdane
- Moulay Miloud
- Moulay Mostfa
- Benkhirane
- Sammara
- Amudu
- Bangladesh
- Jouhara